# 1,2-二氟-3,6-二溴苯
1,2-二氟-3,6-二溴苯是一种有机化合物，化学式为C6H2Br2F2。在四(三苯基膦)钯催化下，它和3,5-二甲氧羰基苯硼酸反应，可以得到2',3'-二氟-[1,1':4',1"-三联苯]-3,3",5,5"-四甲酸四甲酯；和2-三丁基锡基噻吩反应，可以得到1,4-二(2-噻吩基)-2,3-二氟苯。